# Gauliga Elsaß
Gauliga Elsaß byla jedna z mnoha skupin Gauligy, nejvyšší fotbalové soutěže na území Německa v letech 1933 – 1945. Vytvořena byla v roce 1940 po anexi Alsaska. Vítězové jednotlivých skupin Gauligy postupovali do celostátní soutěže, která trvala necelý měsíc, v níž se kluby utkávaly vyřazovacím způsobem.
Zanikla v roce 1945 po pádu nacistického Německa. Po jeho zániku se Alsasko znovu připojilo k Francii.

## Nejlepší kluby v historii - podle počtu titulů
Zdroj: 
| Vítězové nejvyšší ligové soutěže |        |                  |
| Klub                             | Tituly | Vítězné ročníky  |
| FC Mülhausen                     | 3      | 1941, 1943, 1944 |
| SG SS Straßburg                  | 1      | 1942             |

## Vítězové jednotlivých ročníků
Zdroj: 
| Gauliga Elsaß (1940 – 1945)                                                                              |                     |                                 |               |
| Ročník                                                                                                   | Vítěz Gauligy       | Umístění v německém mistrovství | Německý mistr |
| 1940 – 1941                                                                                              | FC Mülhausen (1)    | Skupina 3 (4. místo)            | SK Rapid Wien |
| 1941 – 1942                                                                                              | SG SS Straßburg (1) | Čtvrtfinále                     | FC Schalke 04 |
| 1942 – 1943                                                                                              | FC Mülhausen (2)    | 1. kolo                         | Dresdner SC   |
| 1943 – 1944                                                                                              | FC Mülhausen (3)    | Osmifinále                      | Dresdner SC   |
| • Gauliga byla v sezóně 1944/45 zrušena, a to kvůli přesunutí bojů druhé světové války na území Německa. |                     |                                 |               |